# 与那国町立久部良小学校
与那国町立久部良小学校（よなぐにちょうりつ くぶらしょうがっこう）は、沖縄県八重山郡与那国町にある公立小学校。

## 概要
学校は日本最西端の島、与那国島にあり、小学校も日本最西端に位置する。久部良中学校同様、天気の良い日は、台湾を望むことができる。

## 沿革
- 1926年（大正15年）6月28日 - 創立。
- 1988年（昭和63年）度 - 2階建校舎建築[2]。

## 児童数
- 同小学校の児童数（令和3年度）は、46人である。

## 周辺
- 与那国町立久部良中学校 - 同一敷地内[2]で、かつ進学先中学校。
- 与那国町立くぶら幼稚園 - 同一敷地内[2]で、かつ進学前幼稚園。
- 与那国町立久部良保育所 - 同一敷地内で、かつ進学前保育所。くぶら幼稚園とも隣接。
- 町営久部良第一団地
- 沖縄県道216号与那国島線
- 久部良漁港
- 久部良港フェリーターミナル

## アクセス
- 与那国町生活路線バス「久小前」停留所下車。
- 久部良港フェリーターミナルから、徒歩約480m・7～8分。
- 与那国空港から、
  - 車で、約4.3km・約9分。
  - 上述の与那国町生活路線バスで9分、「久小前」停留所下車。ただし、午前及び21時台の便の空港方面発と午後の空港方面行は「久小前」停留所を通らない[3]。